# Hans Thümmler
Hans Thümmler, född 10 februari 1910 i Döbeln, död 3 juni 1972, var en tysk byggnadshistoriker.
Thümmler disputerade 1935 på en avhandling om stiftkyrkan i Cappel och utnämndes till honorärprofessor vid Münsters universitet 1957.
Thümmlers forskning omfattade medeltida arkitektur och byggnadsskulptur. Till en början fokuserade han på Westfalen men efter 1955 började han intressera sig mer och mer för Norden och Baltikum. Sommaren 1958 genomförde han sin första studieresa till Gotland som kom att åtföljas av flera vistelser och gästföreläsningar i Sverige. Han skrev bland annat om Visbykyrkorna Sankt Nicolai och Sankta Maria.
Han var korresponderande ledamot av Kungliga Vitterhets Historie och Antikvitets Akademien.